# 宰米謝 (塔拉拉伊夫卡區)
50°52′52″N 32°56′24″E / 50.88111°N 32.94000°E
宰米謝（烏克蘭語：Займище），是烏克蘭北部的村莊，隸屬切爾尼希夫州的普里盧基區。該村面積0.58平方公里，海拔高度155米，2001年人口150，人口密度每平方公里257.7人。